# まおゆう魔王勇者
『まおゆう魔王勇者』（まおゆうまおうゆうしゃ）は、橙乃ままれによる日本のライトノベル。2ちゃんねるに投稿された即興小説をほぼそのまま書籍化するという形式で、エンターブレインより2010年12月から2012年12月までシリーズ刊行が行われた。2013年1月時点で原作書籍の累計部数は60万部を、関連コミカライズを含めたシリーズ累計部数は220万部をそれぞれ突破している。
原作小説（ウェブ / 書籍）をもとにした、アニメ、漫画、ドラマCDなどメディアミックス展開がなされている。

## あらすじ

### 第1巻 「この我のものとなれ、勇者よ」「断る！」
人間と魔族が長く戦争を続けている世界……。強大な力を持つ「勇者」は、魔王を倒して人間世界を救うべく魔王の城に乗り込んだ。だが、そこで彼を待っていたのは、人間の女性そっくりの「魔王」であった。
彼女は勇者と戦おうとはせず、勇者に自分のものとなるよう契約を求めてきた。あくまで魔王と戦おうとする勇者に、魔王は冷静に人魔間の状況を語り、現在の社会秩序や経済活動が戦争に依存しており、魔王を倒しても根本的解決にならないことを説く。彼女の願いが終戦による破局でも戦争の引き伸ばしでもない、争いや飢えのない新たな可能性であること、そのために勇者の協力を求めていることを理解した勇者は、彼女の契約を受け入れる。
ふたりは「紅の学士」「白の剣士」と身分を偽り、「丘の向こう」を目指して改革に着手する。馬鈴薯の栽培にはじまり四回転式の畑の利用法、風車による灌漑など、冬の国はみるみる国力を高めていった。また、極光島奪還など、軍事面でも目覚ましい活躍を見せる。
しかし、それを快く思わない国もある。聖王国を始めとする中央諸国だ。南部諸王国をいつまでも中央の鎖につないでおきたい勢力は、紅の学士を異端であるとして処断しようとした。折悪く、紅の学士（魔王）は歴代魔王の霊を鎮めるために魔界へと赴いており、メイド姉が代理を務める。その異端告発の壇上で、メイド姉は「精霊さまがくだされた自由を手放すな」と訴える。

### 第2巻 忽鄰塔（クリルタイ）の陰謀
「自然権」「基本的人権」につながるメイド姉の言葉は「異端告発する教会にどう対処するか」を超えて「解放を求める農奴たちに、国としてどう向き合うか」に変わっていった。そして南部諸王国は農奴解放を宣言する。解放を望んで流入する元農奴たちも受け入れて、南部三国は飛躍的に強化されていった。
それに呼応するように、青年商人は各地の領主、貴族たちに小麦の先物取引を仕掛け、かつ買い煽りによって食料の高騰化を謀る。これによって、中央諸国はかつてないレベルのインフレに陥り、諸国に飢餓が発生した。
順調に発展する南部三国の流れに取り残された国もある。南部の国でありながら中央に媚を売ることで力を蓄えていた白夜の国である。農奴逃亡によって国力が著しく衰えてきている現状を打破するため、中央連合軍が南部三国に侵攻するのに合わせて鉄の国に奇襲をかけるが、軍人子弟の知略の前に大敗、さらに国力をすり減らすこととなる。
女騎士の智謀と勇猛の前にほとんど戦わず軍を引いた中央連合軍だが、聖王国は魔王が作らせたマスケット銃の試作品を入手、その有用性を確認した王弟元帥は量産を開始すると同時に農奴を銃兵として訓練すべく策謀を巡らせ始める。あわせて、大主教は第三次聖鍵遠征軍を招集、魔界侵攻の準備を始めた。
その頃、歴代魔王の霊に汚染されつつあった魔王を勇者が救い、とりあえずは一安心という状態となった。その後、魔王は忽鄰塔（クリルタイ）を招集し、会議によって停戦維持を目指した。しかし戦争を望む蒼魔族の陰謀によって、あわや廃位という事態に追い込まれてしまう。

### 第3巻 聖鍵（せいけん）遠征軍
それを救ったのは、衛門族の長として名乗りを上げた「東の砦将」であった。彼は忽鄰塔に関する記述がある「典範」を調べ上げ、蒼魔族の暴走を食い止めるために大氏族会議に出席する権利を獲得した。
結果として魔王廃位は阻止されたが、直後蒼魔族の刺客によって魔王は重傷を負う。しかしこれが結果として魔王のもとに蒼魔族以外の大氏族が結束するきっかけとなり、蒼魔族は孤立した。
その頃、メイド姉は館に暇乞いをする。あの日、自由を叫んだ責任をとるため、叫んだ者としてやるべきことをやるため。魔王もメイド長も、その気持ちを尊重して、温かく送り出すのだった。
魔王率いる八大氏族との戦いは自滅を招くだけと悟った蒼魔族は、人間界への侵攻を決意。早々に白夜の国を陥落させた。
旅の途中で奏楽子弟と出会ったメイド姉。戦いを止めるため、「争いの源流」を知ろうとする。
蒼魔族は白夜の国を滅ぼした余勢をかって鉄の国に進軍するも、南部三国連合軍の前に停滞をよぎなくされ、後背にあらわれた聖鍵遠征軍のマスケット隊の威力の前に全滅した。蒼魔の刻印王の両眼は大主教に献上され、大主教の陰謀は前進を始める。

### 第4巻 この手でできること
蒼魔族を壊滅させ、白夜の国だった地域を占領する聖鍵遠征軍。魔族との通商を模索する「同盟」は後手に回ってしまったが、マスケットの整備補修を妨害するため木炭の供給に工作を始める。
蒼魔族が残した物資、特にブラックパウダーの原料となる硝石を探す遠征軍。この頃、傭兵たちの生き残りと接触したメイド姉は傭兵隊長代行として硝石を焼却処分する。その時メイド姉は「選択肢が決まっていると思ってはいけない。提示されている選択肢の両方を選ぶこともできるはず」と傭兵たちに諭した。
その時奏楽子弟は、遠征軍の農奴部隊にまぎれこんでいた。この戦いの結末を見届けるため、自分の足で故郷へ帰るために。
そしてついに、遠征軍は魔界への侵攻を始める。総勢20万人とも称される人の波は、怒涛のごとくゲート跡の大穴へ殺到、占拠した。遠征軍は勢いを落とすことなく魔界の荒野を進軍、開門都市へと迫っていく。その頃、遠征軍追撃のため、獣牙の民も南部の地を離れ魔界へと戻った。
都市を戦場としないため、都市の外に布陣する魔族の軍。遠征軍とついに激突。だが、圧倒的な物量差とマスケットの前に、脆くも蹂躙される。追撃してきた銀虎公率いる部隊も加勢に入るものの、劣勢を覆すに至らず、大きな痛手を負った魔族軍は都市へと撤退、銀虎公も討ち取られてしまった。
遠征軍追撃のために出立する南部連合軍。それとは別に、メイド姉も遠征軍の補給船を奪って魔界へとやってきた。策をもって火竜大公と面会するメイド姉。彼女が大公に求めたのは、竜族の至宝である「ひかりのたま」。
その頃、組織も指揮系統も統一されていない遠征軍は、戦略方針の不一致による混乱を見せていた。このまま進軍して開門都市を陥落させるか、周辺地域から物資を集めて地歩を固めるか。進軍と占領、略奪、そして新たな恩貸地しか見ていない貴族たちは、物資調達を王弟元帥に押し付ける。戦力を分散させる愚を知りながらも、元帥は蒼魔族の領地へと向かった。
大公は激怒した。ひかりのたまは至宝にして失うべからざるもの。しかし、不退転の決意をもって説得を続けるメイド姉に心を動かされ、「魔界を闊歩している人間の軍のうち、どれか一つでも撤退に追い込めたら、ひかりのたまを譲渡する」と約束。それを取り付けたメイド姉は蒼魔族の領地へと向かった。
蒼魔族の領地に到着した王弟元帥。そこにいたのは、人間であるメイド姉。彼女は氏族長たちの了解を取り付け、この地域の領主となっていた。人間の治める地へ侵攻する元帥の非を鳴らすメイド姉。対して、大主教、ひいては教会からの命令に従っているだけだと言葉巧みにかわそうとする元帥。二人は一歩も譲らず、時は過ぎて行った。
地上では、教会の権威失墜を狙って青年商人が蠢動していた。彼は、教会が発行している為替を集め、西部の都市で集中して換金させて換金不可能状態を作り出し、取り付け騒ぎを演出し、計算されたパニックを作り出した。これにより、青年商人は聖国王に多大な恩を売ることに成功、停戦への道筋の一つを作ることに成功した。

## 登場人物
担当声優はドラマCD版・アニメ版共通。

### 魔王・勇者陣営

#### 主人公
魔王（まおう）
声 - 小清水亜美
本作の主人公の1人。魔族の統治者たる43代魔王。図書館族。外見的には人間とほぼ変わらない紅い瞳を持つ、妙齢の女性。字（あざな）は“紅玉の瞳（こうぎょくのひとみ）”。まだ見ぬモノである「丘の向こう」を求めており、共にそれを探しに行こうと勇者に持ちかける。勇者とは相思相愛である。
種族の特性により歴代魔王（声 - 中尾隆聖）の中では戦闘能力が低く、代わりに「外なる図書館」で得た経済学を中心とした各種の高度な知識（本作品の発表時期である21世紀初頭の地球レベル）を持っており、完璧な自負がある。その知識ゆえに人間と魔族の間にある多くの問題や矛盾に気付いており、種族の違いを超えて問題解決に取り組むため勇者に協力を求める。目指す目標のように平和主義であり、生真面目で温厚な性格。ただし、長らく外なる図書館から出ずに育ったため、実技的な常識にやや疎い面もある。
かなりの巨乳であるが、学問一辺倒の生活をしてきた反動で、自分には肉体的魅力もそれを活かす技量もないと思い込んでいる。メイド長からは胸が大きすぎたり皮下脂肪が多いグラマラスな体形のことから「駄肉」と呼称されることが度々ある。胸の谷間に魔王の証である紋章が刻まれており、胸元を広げないと確認できない。勇者と出会った当初は二本の長い角を生やしていたが、実はカチューシャの飾りで、人間界に来てからはカチューシャを外した。
紅の学士（くれないのがくし）
人間界における魔王の通り名。周囲にはメイド長から「中央諸国で学問を学んだ学士」と説明されている。冬越し村の廃屋となっていた断絶した貴族の別荘屋敷を改修し、拠点に技術改革や教育を行った。村に幸福をもたらしてくれた知識と母性ある性格に村人たちから感謝され慕われ、やがて湖畔修道会の代表としての女騎士から「聖人」として認められた。

勇者（ゆうしゃ）
声 - 福山潤
本作の主人公の1人。人間だが、卓越した魔力と戦闘能力を持つ若い男性。良くも悪くも非常にまっすぐな正義感の強い性格をしている。魔王とは相思相愛である。
幼い頃に光の精霊のお告げを聞いて剣や魔法の修行をし、青年になって3人の仲間たちと共に魔王討伐の旅をし、後に単身魔王城に乗り込むが、そこで魔王の説得を受け、魔王を倒すことが事態の解決にならないことを理解する。そして魔王の提示した契約を受け入れ、世界を変えるための計画に協力することとなる。経済の安定している中央大陸の出身で、最前線地の現状や食糧供給の不安定な遠地のことを知らないまま育ったため、元来は単純で深く考えない性格だったが、魔王をはじめとした多くの出会いによって世界のありかたについて理解を深めていき、変わり行く世界の中で戦闘しか取り柄のない自分に苦悩する。勇者であることを秘匿するために人間界では「白の剣士」、魔界では「黒騎士」と一時的に名乗った。
使用できる魔法は雷撃魔法、灼熱魔法、転移魔法、回復魔法、爆砕呪、飛行呪、催眠呪、再生術式などがある。これらの魔法は幼いころに老賢者に学んだ。夢魔鶫という使い魔がいるが、魔界でしか呼び出せない模様。
パーティーメンバー以外には隠しているが馬に乗れない。東方のサムラーイの血筋であり、中央諸国ではあまり見られないもふもふの黒髪を持つが、早いうちに目覚めた力を疎まれ気味悪がられていじめられたため人間嫌いだった時期もあって、その頃は黒髪を隠していた。勇者として活動するようになってからは執事（老弓兵）の影響を受けていて、けっこうスケベだが、女性関係にはかなり疎くて童貞。
白の剣士（しろのけんし）
魔王が人間界で活動するにあたり、勇者が用いた偽名。特に変装などはしていなかったので、昔の仲間（女騎士）にはモロバレだった。魔王の弟子たちには正体を名乗っていなかったので、彼らからは「剣士様」と呼ばれている。
黒騎士（くろきし）
女魔法使いを探すために魔界に向かおうとした際、魔王から不穏分子の粛清もついでに頼むと身分を隠す意味も含めて譲られた黒鍛鋼の鎧をまとった姿の偽名。
鎧は数代前の魔王が使ったもので、防御術式をはじめとして各種ステータスアップの呪文が掛けられており、大幅に戦力がアップしている。開門都市が交易都市となってからは都市内の魔族の間では「聖鍵部隊を都市より追い出した魔王様の騎士」として英雄視され、その後の人間と魔族のいざこざを公平に収めていることから東の砦将とも懇意になった。

#### 魔王のメイド軍団
メイド長と彼女が掃除などに使役するメイドゴーストによって構成される魔王直属の部隊。魔王が勇者と人間界で暮らすようになってからは人間の少女も参入している。
メイド長（メイドちょう）
声 - 斎藤千和
魔王に付き従うメイド。魔王と同じ図書館族で、メイド学を専門とする変わり者。魔王の従者として家事からデスクワークに至るまであらゆる補佐をこなす。上級魔族並の戦闘能力もあるため魔王の護衛役も兼ねている。かつて「鋼の蜜蜂」と呼ばれる最強の暗殺一族として生まれ、魔族間抗争に雇われる傭兵的な一族の一人であったが最終的にその強さを他の魔族に疎まれ村を他の魔族に焼き討ちされ、姉を含む一族が全て滅ぼされた。焼き討ちされた村で「鋼の蜜蜂」の一族を救うために奔走したが間に合わなかった幼き魔王と出会う。それ以来、雇用・従属契約ではなく己の意思で魔王に従っており、実質的な立場は対等である。
メイド姉とメイド妹にメイドとしての教育を施す。特にメイド姉に最初に発した「自らの手で運命を掴めない者は虫」発言がのちに農奴解放運動の発端となった。
魔王とは幼い頃からの主従関係にあるが、時には実の姉妹（圧倒的に姉の立場）のように接しては魔王と勇者の遅々として進展しない仲にやきもきし、2人を煽って進展させようとする。
メイド姉（メイドあね）／初登場：姉（あね）（アニメでは農奴姉）
声 - 戸松遥
魔王が人間界での拠点に用意した屋敷へ、妹と共に逃げこんできた農奴の娘。メイド姉となる前はただの「姉」であった。
貧しい7人兄弟家族の3番目として生まれるが、怪我や疫病、地主に姉をさらわれる等して家族を失っていき、最終的には疫病の拡散を防ぐ名目で家を家族諸共焼き払われて、自身と妹のみが残された。後に屋敷のメイドとして働きながら、魔王の学問や勇者の懊悩に接することで、大きな精神的成長を遂げていく。
魔王の身代わりとして中央聖光教会の異端審問を受けそうになったが、農奴の人権を説いて南部諸国の農奴解放運動の起点となった。また、魔界においては王弟元帥の部隊を足止めし、第三次聖鍵遠征軍と開門都市の停戦交渉を行うなど、「今一人の勇者」として重要な役割を演じた。
開門都市戦役後は都市の南に学究都市を築き、人種の隔てなく生徒を受け入れて学問の普及に尽力している。
メイド妹（メイドいもうと）／初登場：妹（いもうと）（アニメでは農奴妹）
声 - 東山奈央
メイド姉の妹で、姉同様元農奴。姉より2歳下だが、アニメ版や漫画では姉の半分ほどの身長しかない。かなりの食いしん坊で、メイド長からは「ご馳走にかける執念は上級魔族を上回る」とまで言われている。
自分で作った料理を誉められたことをきっかけに料理人になることを決意し、様々な料理を編み出すようになる。中でも代表的な料理はパイである。作品の中で、メイド妹が作ったパイは度々登場し、南部諸王国の王族や、勇者一行に絶賛されている。
開門都市戦役後、数年経過してから冬の国の宮廷料理長に就任。しかし美味しい料理の噂を聞くや如何なる遠距離でも出かけてしまうため、周囲の人たち（特に補佐役でもある副料理長）を困らせている。
周りからは「冬寂王の妃候補」と目されているが、本人にはその意思はない様子。
ゴースト軍団（ゴーストぐんだん）
メイド長の下に従える無数のゴーストで、メイドの容姿をもつ「メイドゴースト」をはじめ、幽霊型の「ホラーゴースト」、騎士鎧型の「ナイトゴースト」など様々な者がいる。メイド長の指示の下、魔王の周囲の世話や屋敷の清掃管理をはじめ、有事には屋敷周辺の探索や近辺警護などの任に就く。魔王の正体を知らない人間には姿を見せない。初級攻撃魔法を使えるものもいる。
それぞれに得手不得手や性格があり、中にはゴキブリが苦手というメイドゴーストもいる。

#### 勇者の元パーティーメンバー
勇者と一緒に旅をした仲間たち。旅の途中で勇者に置いてけぼりにされてしまう。後に「勇者が魔王に深い傷を負わせたものの、行方不明になった」との噂が流れ、諸王国から恩賞金の支給と要職に起用すること（女騎士曰わく「体のいい引退勧告」）を言い渡され、それぞれの道を歩むことになる。
女騎士（おんなきし）
声 - 沢城みゆき
勇者のかつてのパーティーメンバーの1人。滅亡した花の皇国の遠戚で「山吹の姫」と呼ばれた。そばかす顔と貧乳を気にしているが、漫画（峠版）では特にコンプレックスが強く出ている。愛剣に神性惨殺や惨殺廻天といった名前を付けている。
幼少の頃から大人顔負けの怪力だったため、周囲が面白がって剣や鎧を与えたのでおてんばに育つ。皇国滅亡後は湖畔修道会預かりとなる。そこで聖騎士の修行する傍ら、孤児らの面倒を見ていた時に勇者と出会い、人さらいの事件を経て行動を共にするようになる。修道会所属だった睡蓮の騎士の剣技と回復・防御系の魔法を唯一受け継ぎ、得意とする。
人一倍健気な娘でもあり勇者に恋愛感情を抱いているが、勇者はその想いに全く気付いていない。勇者がひとりで魔王城に行ってしまった後、報奨を固辞して故郷に帰り、湖畔修道会の指導者となるが、魔王が修道会への協力を求めたことで勇者とも再会、派遣修道士兼剣師範として協力していくことになり、極光島奪還以降は冬の国で「姫騎士将軍」として軍事の総指揮を行うこととなる。
後に勇者と魔王自身の告白により学士の正体が魔王であることを聞かされたが、勇者の懇願と、魔王の人柄を認め許し、後に湖畔修道会代表として聖人に認めた。魔王とは勇者を巡る恋のライバルという関係であるが、良い友人でもある。
執事（しつじ）
声 - 銀河万丈
勇者のかつてのパーティーメンバーの1人で名前は「老弓兵」だった。柔軟な考えと、シビアで冷静な分析や判断ができる面を合わせ持つ好々爺。自他共に認めるスケベな変態で、女騎士からしばしば制裁を受ける。
元々は聖王国の「黒点騎士団」の1人で先代の「女勇者」のパーティーメンバーとして行動していた。その時の名は「剣士」で今と違い堅物。パーティーメンバーで騎士団の同僚の「弓使い」や、後に勇者を鍛える「魔法使い」らと砂丘の国を訪れる。そして遺跡内の転移装置を巡る事件で、剣を振れない程の傷を両腕に受け、更に「弓使い」と「女勇者」を失う。その事件後は騎士団を辞めて各地を転々としつつ、軟派だった「弓使い」のおどけた真似事や預かった宝玉「星穿つ射手座」を用いた射撃をする「弓兵」の姿となり、「黒点」・「突然死」の異名で恐れられた。宝玉を使う射撃のため、弓兵という名であるが弓を持っていないという不思議な事態が起こっている。
現在は若き冬寂王の下で執事兼教育係として仕えている。また、諜報に長けており、諜報員としての潜入任務も行っている。特技として分身（腰だけも可）、隠密術などがある。
大魔王と化した大主教を倒すべく立ちはだかるが、圧倒的な力の差に命を落とす。しかし、戦闘経験のない大魔王にわざと「誤った戦闘経験」を与え、とどめの一撃を女騎士に託した。その死に顔は安らかなものであったとされる。
女魔法使い（おんなまほうつかい）
声 - 福圓美里
勇者のかつてのパーティーメンバーの1人。楡の国出身で、魔道士協会の人工的に勇者を創る計画により育てられた。一つの体に複数の精神を持つため、見た目と性格や口調が時々変わる。過去に「出来が悪い悪夢」「昼寝魔道士」と呼ばれた最強の魔道士。勇者と同様に燃費が悪いらしく、体型の割りに大飯食らい。話をしている最中に寝ることが多い。
勇者に置いていかれた際に彼を追って単身魔界へと向かう。その最中に魔王の故郷である「外なる図書館」に辿り着き、魔王と同じ図書館族になる。専門は伝承学で、最も世界の理を知る人物。「戦闘能力は遠隔戦闘においては勇者の115%」とのこと（本人談）。勇者も同意している。
別の顔として『ごきげん殺人事件』シリーズという小説の作家でもある。
銀（ぎん）
メインの人格でいつも眠そうにしている。
白（しろ）
理論的で情報分析力などに長けている。
藍（あお）
好戦的な性格で口調も粗暴。

#### 紅の子弟
紅の学士（魔王）の教えを受けた子弟たちの総称。
人間界では商人子弟、貴族子弟、軍人子弟の3人（見た目のイメージは丸、三角、四角）が冬越し村の邸で魔王や女騎士の指導・講義を受けた。当初は未熟かつこの世界の常識を（悪い意味で）体現する存在だったが、魔王達から経済・農業・医療・軍事などの「王の隣に立って戦を治めるための知恵と技」を学ぶうちに技能的にも精神的にも大きく成長していく。また、魔界でも土木子弟と奏楽子弟の2人が魔王からその正体を知らないまま教えを受けていた。卒業後はそれぞれの道を歩み、世界に少しずつ変革をもたらしていく。
なおメイド姉妹も周囲からは紅の子弟の一員として認識されており、人間界の子弟3人からは「妹弟子」と呼ばれている。
商人子弟（しょうにんしてい）
声 - 寺島拓篤
冬越し村で紅の学士の教えを受けた子弟の1人。少々小太りな商家の三男坊で、実家に居場所を見いだせず、家から半ば放り出されるような形で紅の弟子になった経緯を持つ。内気な性格だったが、卒業後に冬の国の役人となり、激務に追われるうちにたくましくなっていった。学院で培った手腕を発揮するうち冬寂王にその仕事振りを買われて財務長となり、官僚制や関税政策など数々の改革を主導し、その洞察力や経済の流れを見抜く力は青年商人と渡り合えるまでに成長する。
他人に説明するときには事前に用意したフリップなどを頻繁に使い、スピーチはお手の物である。
貴族子弟（きぞくしてい）
声 - 梶裕貴
冬越し村で紅の学士の教えを受けた子弟の1人。文化や芸術を愛する優男で自称「雅の信奉者」。紅の学士に惚れ込んだ祖母の口利きで弟子となった。卒業後は氷の国の外交特使に就任し、持ち前の交渉術と社交性を武器として社交界で外交官兼ロビイストとして活躍し、その活動の中で中央国家の同盟10人委員との交渉や、南部三カ国と他国との盟約を締結することで南部連合の樹立に貢献するなど、その外交手腕をいかんなく発揮する。
メイド姉にこき使われることが多く、その行動へ何かと呆れたような発言する。しかしメイド姉を同じ学士の下学んだ弟子同士として認めており、悪い気はしていないらしい。
軍人子弟（ぐんじんしてい）
声 - 鈴木達央
冬越し村で紅の学士の教えを受けた子弟の1人。女騎士の剣技も伝授されている。貧乏な下級騎士家の出身で、他の二人とは違って自身を鍛える目的で自らの意志で紅の弟子となる。生真面目で鯱鉾ばった性格。語尾に「ござる」と付くのが特徴。卒業後は鉄の国の軍人となり、後に「護民卿」の称号を持つ将軍に就任する。書類の処理が大の苦手。
中央諸国軍が三ヶ国通商同盟に戦を仕掛けて来た際に、「白夜国」に対する備えとして、国境付近の防衛を任せられる。開拓民を主体とした守備隊を率い、片目司令官が指揮する「白夜国」の軍勢を撃退することに成功する。
第三次聖鍵遠征軍を阻止するための派遣軍を組織すると知った際には、その先陣を志願。冬寂王、鉄腕王の配下として前線の指揮を執る。剛柔バランスのとれた統率力は王弟元帥をして「鋼のようなしぶとさをもつ、非凡な用兵家」と言わせしめた。
土木子弟（どぼくしてい）
魔界で紅の学士の教えを受けた子弟の1人。鬼呼族の若者で、大柄な体格の持ち主。
仕事を求めて奏楽子弟と共に開門都市を訪れそこで中年商人や火竜公女と出会い、大空洞の橋や開門都市の防壁の建設に携わることになる。
奏楽子弟（そうがくしてい）
魔界で紅の学士の教えを受けた子弟の1人。森歌族の少女。
仕事を求めて土木子弟と共に開門都市を訪れそこで聖骸の噂を耳にし、真実を確かめるために人間界へと旅立つ。旅の途中でメイド姉と出会い、彼女の旅に同行する。そしてメイド姉と共に「外なる図書館」で戦争の現実を目の当たりにする。
メイド姉と別れた後、自分の歌で戦争を食い止めることを決意し、第三次聖鍵遠征軍に潜り込む。

#### その他（魔王・勇者陣営）
老賢者（ろうけんじゃ）
声 - 堀川りょう
勇者の恩師。作中では既に亡くなっており、勇者の回想の中で登場する。先代の女勇者のパーティーメンバーの「魔法使い」だった。
夢魔鶫（むまつぐみ）
声 - 白石冬美
勇者の使い魔。勇者に忠実で、情報伝達の役目をする他、幻影魔法を使う。魔界でしか姿を現すことができない。TVアニメ版では腕の生えたツグミの姿をしている。
明星雲雀（みょうじょうひばり）
声 - 大久保瑠美
女魔法使いの使い魔。アニメ版では腕の生えたヒバリの姿をしている。
湖畔騎士団（こはんきしだん）
湖畔修道会組織の騎士団。団長である女騎士の配下。
地味聖職者（じみせいしょくしゃ）
湖畔修道会に属する聖職者。魔界に赴いて第三次聖鍵遠征軍に従軍している聖光教会の聖職者に対し、和平を促す工作を行う。

### 南部連合

#### 冬の国
冬寂王（とうじゃくおう）
声 - 森川智之
「極光島」の対岸にある国「冬の国」の王。冬の王子（のちの冬寂王）の父。
厳格なれど慈悲深く、勇猛なれど国民への配慮を忘れない、人の上に立つ風格を備えた壮年男性。中央諸国勢力（就中、聖王国と教会）からの掣肘と戦闘命令を苦々しく思っているが、中央からの援助物資がなければ国が立ち行かないことも承知しており、中央の走狗に甘んじている。
第1次極光島奪還作戦にて、大敗を喫し這う這うの体で逃げ出す白夜王の軍船を逃がすため、殿となって魔族と激突、戦死した。浅見版コミックスでは南氷将軍と一騎討ちに持ち込み、将軍の牙を切り落とすという戦果を見せるも、力及ばず討ち取られた。
冬寂王（とうじゃくおう）／初登場：冬の王子（ふゆのおうじ）
声 - 平川大輔
大陸最南部の寒冷地域であり、魔族の支配域と国境を接する「冬の国」の若き王。
若年ながら聡明かつ大器の持ち主であり、高潔な人物。父王の戦死による即位と、学士（魔王）からの接触を契機として、国政の大改革を行い、中央諸国の戦争支援に依存した国のあり方を変えようと努め、南部諸王国のうち3カ国をまとめる通商同盟の締結など様々な改革で王としての頭角を現す。
当初は執事に若と呼ばれるのを嫌っていたが、王となってからは自らの未熟さを自覚してこれを容認している。
将官（しょうかん）
声 - 山本兼平
冬寂王の側近兼冬の国における軍務の長。洞察力に長けた人物で、重鎮や各国首脳の会議でも意見を発することがある。
従僕（じゅうぼく）
声 - 岩澤俊樹
「冬の国」に仕えることとなった商人子弟に配下として付けられた若者。商人子弟から出された課題に的確な答えを弾き出すなど財務統治センスの片鱗を垣間見せる。
身長はメイド妹ほどしかなく、商人子弟になついて後ろをついて歩くことが多いことから、商人子弟からは「ワンコ」と呼ばれている。

#### 鉄の国
鉄腕王（てつわんおう）
声 - 町田政則
「鉄の国」の王。氷雪の女王と共に即位間もない時期から冬寂王を支持し、共同歩調を取る。武勇の人。
酒飲みで、大雑把な人物であるが、楽天的かつ愛嬌のある性格のため、「鉄の国」の住民からはあきれられながらも慕われている。
鉄国少尉（てつこくしょうい）
声 - 櫻井トオル
「鉄の国」の軍人。 「鉄の国」に仕官し、護民卿として登用された軍人師弟の部下。開拓民出身。
鉄の国に仕官したものの内情などに疎い軍人子弟に、状況説明などを行う役としてたびたび登場する。
白夜軍を見事に撃退した軍人子弟に心酔しており、彼のいくところはどこまでもついていく覚悟を示す。そのため、軍人子弟が魔界への遠征に志願するだろうと察した際は「自分もついていく」とくってかかっている。

#### 氷の国
氷雪の女王（ひょうせつのじょうおう）
声 - 藤井麻理子
「氷の国」の女王。鉄腕王と共に即位間もない時期から冬寂王を支持し、共同歩調を取る。若い頃は美女であったらしい。
漫画版では設定が微妙に違い、峠版は原作通りの初老の女性で、石田・浅見版は年齢不詳の美女。

### 同盟
青年商人（せいねんしょうにん）
声 - 神谷浩史
人間界の大陸における強大な商人の組合「同盟」の若き幹部。取引相手として接触してきた魔王の才能と魅力を即座に見抜き魔王に求婚した。人間界の変革の中で大きな商業戦争を仕掛けていく。
かなりの野心家であり、巨大組合である「同盟」における幹部にあたる「十人委員会」の地位ですら手段の1つに過ぎない（アニメ版では、戦争で利益を上げようとしていた）。一方でその野心は富や権力への執着ではなく、商人として大成することに集約され、求めているのは「カビの生えたような因習や、腐りかけの既得権益、そんな汚れた膿を全て吹っ飛ばし、本気の相手と、本気の取引をすること」と本人は朗読劇エピソード0魔王「恋慕」にて豪語している。商人として利益を一番に考えるのがモットーで他者からはそれを蔑まれることもあるが、常に損得勘定で動く故に既存の概念に縛られないと共に、損得では図れないことを誰よりも早く見つけられると魔王や勇者からは評価されている。
勇者とは勇者が魔王討伐に向かう前から面識（魔王討伐に向かう際に壮行会を開催したが、裏でしっかり儲けていたらしい。当時の勇者は世事に疎かったため、自分がダシにされたことに全く気付かなかった。）を持っており、再会した勇者に連れられ、魔族と人間族が共に暮らしている「開門都市」の状況を見せられ、また、そこで面識を持った火竜公女から塩の取引を持ちかけられるに及んで、魔族との商取引に新たな可能性を見い出した青年商人は、同盟の「開門都市」への進出を図ることとなる。
先物取引、売り浴びせ、取り付け騒ぎ、果ては教会が発行している為替を操作して教会の信用を失墜させ、聖国王の歓心を買うことに成功、王弟元帥の心胆を寒からしめた。この知略と行動力をもって自他ともに認める「人間界の魔王」となる。
遠征軍を崩壊させる地歩を固めたのちは開門都市へ異動し、防衛戦の指揮をとっていた魔王の代理となる。冬寂王、メイド姉らと共同で王弟元帥を説得、停戦への道筋を作った。
その後は臨時の魔王として開門都市の復興に尽力するが一月で飽き、「ただの商人」として人間界に戻る。その際、妻として火竜公女を連れて行った（ととれる描写がある）。
辣腕会計（らつわんかいけい）
声 - 立花慎之介
青年商人に従う「同盟」所属の商人。青年商人の右腕として、実務面を支えている。銅の国の麒麟児と呼ばれていたほどの腕を持っている。
中年商人（ちゅうねんしょうにん）
声 - チョー
「同盟」における青年商人の同志。青年商人の意を受けて、同盟の担当者として「開門都市」に赴き魔族側との交渉等を担う。
土木師弟の才能を見抜き、彼に魔界と人間界とを繋ぐ大回廊に通路建設を任せるなど、青年商人同様、魔族に対する偏見が少ない人物。

### 中央諸国等

#### 聖王国
王弟元帥（おうていげんすい）
声 - 櫻井孝宏
「聖王国」の王の弟。作中最高クラスの軍事的才能を持っており、その軍事的才幹とカリスマ性で王族や民衆、軍などからの信任も厚く「人間最大の英雄」と呼ばれ、第三次聖鍵遠征軍では指揮官を務める。
物事を平等に判断し、野心にとらわれたり慢心したりすることなく、常に冷静な思考で戦況、情勢を的確に分析することができる人物でもある。
しかし裏で蒼魔王と結託しており、わざと膠着状態にさせることにより求心力と支持力を操作してきたが、その要でもある開門都市が独自の自由貿易都市になったことによりパワーバランスが崩れたため、第三次聖鍵遠征軍を編成したという一面もある。
聖鍵遠征軍の中では最も有能な指揮官ではあるが、遠征軍組織内では前線司令官の一人にすぎず、戦後の利益分配をめぐっていがみ合いを続ける諸国王族たちによって冷遇される。それでも遠征軍の目的完遂（聖骸の奪還）と聖王国権益の維持のため奔走するが、冬寂王、青年商人、メイド姉の停戦交渉を受けて軍を引くことを決意、すでに指揮系統が崩壊していた遠征軍をまとめて和平への道筋をつくった。
終戦後は戦端を開いた責任者の一人として、指導者を失った蒼魔族の領地復興の責任者となった。
聖国王（せいこくおう）
「聖王国」の王。王弟元帥の兄。臣下である国務大臣等から軽んじられている。だが実際は王弟元帥のカリスマ性が大きすぎるゆえ霞んでいるだけで王としての度量を持ち合わせた、かなり有能かつ穏健な人物で、青年商人からは鋭い洞察力を持っていると見抜かれて高く評価された。
参謀軍師（さんぼうぐんし）
第三次聖鍵遠征軍に参加した王弟元帥率いる聖王国軍部隊において、軍師を務める。王弟元帥同様冷静に先を見通せる人物。
聖王国将官（せいおうこくしょうかん）
第三次聖鍵遠征軍に参加した王弟元帥率いる聖王国軍部隊における将官の長。参謀軍師と共に王弟元帥の側近くに侍っている。
国務大臣（こくむだいじん）
「聖王国」の国務大臣。主君である聖国王を軽んじている。
王室付き高司祭（おうしつつきこうしさい）
聖光教会から「聖王国」王室に派遣されて来ている高位の聖職者。国務大臣同様、聖国王を軽んじており、聖国王を飛び越えて国務大臣に直接命を下そうとするなど、聖光教会の威光を笠に着た尊大な振る舞いが目立つ人物。

#### 聖光教会
大主教（だいしゅきょう）
声 - 藤原啓治
第二次極光島奪還作戦後に行われた選挙で、聖光教会の長である大主教に就任した人物。精霊信仰至上主義者。第三次聖鍵遠征軍を催した中心人物。かなり小柄。
その正体は遥か昔に魔界を出た図書館族（魔王の同族）の末裔であり、この世界が明日のない閉じた輪廻によって成り立ってることも、光の精霊の正体も知っていた。その上で、自分が「次なる世界」の絶対神となるべく、聖鍵遠征軍の企図や蒼魔族との裏取引を画策する。
その過程で蒼魔王子の「刻印の双眼」に宿る魔王の力と、封印祈祷による勇者の力を手に入れ、「大魔王」となる。その力をもって光の塔の精霊の間を目指すが、その気配を感じ取って残留した女騎士と激闘の末に敗れた。
百合騎士団隊長（ゆりきしだんたいちょう）
聖光教会の実質的な直轄軍である百合騎士団の隊長。滅亡した花の皇国の遠戚でかつて「白百合の姫」と呼ばれた。大主教と精霊の教えに絶対の忠誠を誓っており、そのためならば美貌と身体を利用して男を調略することも厭わない妖艶な性格。それでいて、自分は教会の教え（純潔、貞淑等）からかけ離れた存在だと自覚しており、それを払拭するために、ひたすら大主教に従っていた。
そのため、他者を認めるということができなくなり、「ひかりのたま」を用いて戦いを鎮めたメイド姉を許せず、マスケットで撃ち殺そうとするが、射線に飛び出した灰青王を誤射してしまう。その後、息も絶え絶えの灰青王より心からの告白を受け、今までの自分を捨てた。
従軍大司祭（じゅうぐんだいしさい、アニメ版では「司祭」）
声 - 麦人
第三次聖鍵遠征軍に従軍した聖光教会の聖職者で、大主教に次ぐ地位の人物。開門都市攻防戦が続くにつれ、どんどんおかしくなっていく大主教を間近でみる立場にあり、そのために大主教にも精霊の教えにも疑問を持ってしまうこととなった。
使者（ししゃ）
声 - 二又一成
中央聖光教会の異端審問司教の使者として冬の国を訪れ、冬寂王に紅の学士の身柄引き渡しを要求する。聖光教会の威光を笠に着た傲慢な振る舞いが目立つ人物。

#### その他（中央諸国等）
灰青王（かいせいおう）
「霧の国」の王。中央諸国に於いて若き英雄と称されている。
南部諸国の動きに警戒心をもった聖光教会など中央諸国からの圧力に抵抗の姿勢を示した「冬の国」を中心とした三ヶ国通商同盟を討伐する軍の指揮官として選任されるが、三ヶ国通商同盟側の策略により、膠着状態に陥った戦況を打破出来ず、結局、敗北にも等しい撤退を余儀なくされる。その雪辱を果たすべく新たに結成された第三次聖鍵遠征軍に加わる。
白夜の国奪還戦及び開門都市攻防戦には前線司令官として参戦。周到な準備と緻密な作戦によって一定の戦果を挙げるものの、百合騎士団長のハニートラップによって教会勢力の傀儡となる。しかし大軍ゆえの秩序壊乱や補給路の崩壊、大主教の専横には堪忍袋の緒が切れて独断で帰国しようとするが、それを察知した百合騎士団隊長によって排除される。
その後、メイド姉を撃とうとする百合騎士団隊長のマスケットの前に立ちはだかり、瀕死の重傷を負う。そして、百合騎士団隊長へ告白しつつ、彼女の腕の中で死亡する。
白夜王（びゃくやおう）
声 - 東地宏樹
本来なら南部諸王国に属する「白夜の国」の国王だが、中央諸国におもねっている他、悪い意味での権力者意識の塊。
極光島奪還作戦において総指揮を取っていたが、無策により多くの兵とそれまでに費やした資金を失い、結果として白夜の国の軍備と経済を傾かせ、さらに冬寂王が極光島奪還に成功したことを妬み、面目を丸潰れにされたと逆恨みし、冬の国を貶めるべく片目司令官の脱獄の手引きをし、復讐の駒として利用する。
しかし片目将軍を使った鉄の国侵攻が失敗し国力を急速に失ったところに、魔界への足掛かりを欲した聖光教会の手引きを受けた蒼魔族の侵攻を受けなす術なく敗北。最後は刻印王に両腕を断ち切られた挙句全身を焼かれ死亡する。おもねっていた中央諸国に裏切られる皮肉な結果となった。
片目司令官（かためしれいかん）／初登場：司令官（しれいかん）
声 - 大塚芳忠
第二次聖鍵遠征軍によって人間族が占領した「開門都市」に駐留する軍の司令官。「霧の国」の王族の血を引き、叔父と白夜王とは縁続きの仲。権力者意識の塊のような性格で、開門都市司令官の地位に対し、己の器に相応しくないと日頃から不平を漏らしながら、権力を笠にかけて好き勝手し放題にしてきた。
後に勇者の策で開門都市の維持が困難になるや否や、「極光島奪還作戦の援軍」という名目で全司令権を東の砦将に丸投げして全聖鍵部隊を撤退させて開門都市を放棄し、さらに魔族軍との戦闘で大勢の兵を失い敗北し、後に聖都にて任務放棄および敗北による軍事裁判を受け、言い訳も空しく極刑を言い渡された。
しかし極刑を執行される前に地下牢獄で幽閉されていたところを白夜王の手引きで脱獄し、白夜王の下に身を隠し、幽閉中にネズミに片目を食い潰されたのを東の砦将と冬寂王のせいだと逆恨みし、白夜王の復讐に加担することとなる。中央諸国軍と対峙していた三ヶ国通商同盟を側面から襲うべく「鉄の国」に侵攻するが、軍人師弟が護る防衛ラインを突破出来ず、多大な損害を出し敗北し、単身逃走していた先で偶然居合わせたメイド姉妹を人質にしようとするも軍人師弟に阻止され、軍人師弟の刃に斃れた（アニメ版では、剣戟の末に軍人師弟の剣を砕くも彼に体当たりされて共に井戸へ落ちて転落死した。なお軍人師弟は片目司令官から奪った剣を壁面に突き刺すことで墜落を免れた）。
肥満領主（ひまんりょうしゅ）
声 - 藤吉浩二
俗物的な貴族の典型例として描かれている人物。威張ってはいるが、爵位は男爵。
凡庸な性格の持ち主で恩賞による領地拡大を目論み、三ヶ国通商同盟討伐軍に参加したものの、兵糧については何も考えておらず、村落で略奪することで補おうと軽く考えていたが、予想に反して戦況が膠着・悪化し、兵糧不足により兵達の士気が下がりきり、敗北の原因を作ってしまう。
傭兵隊長（ようへいたいちょう）
声 - 天田益男
三ヶ国通商同盟討伐軍に参加した肥満領主に雇われた傭兵隊の隊長。配下の傭兵を含めモラルが低く、村落での暴行、略奪行為を望んでいる。
膠着状態に陥っていた戦況に焦り、勝手に隊を動かしたあげく、女騎士の術中にはまり散々に打ち負かされてしまう。
その後は国境付近に潜伏していたが、貴族子弟とメイド妹に説得され、蒼魔族の手に落ちた白夜の国を救うために行動することとなる。
封印の祈祷によって力を奪われ、マスケットによって重傷を負った勇者を助けて遠征軍の矢面に立ち、百合騎士団隊長に討ち取られた。
生き残り傭兵（いきのこりようへい）
傭兵隊長の配下。傭兵隊長が戦死した後、生き残った者たちを取りまとめていた。
貴族子弟のとりなしで、メイド姉を隊長代行として受け入れ、かなり強引な手法で魔界へと渡る。メイド姉と貴族子弟の護衛をしつつ、二人の行動力やそれを可能にする度胸などに感服していく。
ちび助傭兵、若造傭兵（ちびすけようへい、わかぞうようへい）
傭兵隊長の配下。
器用な少年（きようなしょうねん）
「白夜の国」に住む少年。身寄りがなく、盗みで生計をたてていたが、盗みの現場をメイド妹と貴族子弟によってその現場を取り押さえられ、半ば強制的に道案内として雇われる。

### 魔界

#### 開門都市
東の砦将（ひがしのさいしょう）
声 - 三宅健太
人間の遠征軍が魔界で占領した「開門都市」防衛の一角を担う傭兵部隊の長。戦闘能力のみならず指揮官としてもきわめて有能で、「草原の鷹」の二つ名を持つ。司令官が開門都市を住まう非軍人の人間もろとも放棄しようとするのを非難したため、彼から統治を押し付けられて、開門都市の新たな司令官および自治委員会の委員長となる。
もともと魔族に対しても公平な視点の持ち主であり、遠征軍占拠時代から魔族たちからも理解者として信頼されており、都市が人間と魔族の交流拠点となっていく中で重要な地位を占めるようになる。豪快だが細かな気配りもできて、非常に頼りになる人物だが、頭を使うことは苦手なため、そういうことは助手である副官に任せている。そのため副官に対してかなりの信頼を寄せている。また、考え事は苦手としているが、政治センスと大局眼はかなりのものがある。時には後先考えずに大胆に行動するがそれも彼の魅力の一つである。
後に開門都市およびそこに在中の民が氏族・衛門族を名乗り挙げてからは、他の氏族から「衛門の長（えいもんのおさ）」と呼ばれるようになる。
なお、勇者にとっては唯一の「同性の対等な友達」。
副官（ふくかん）
声 - 羽多野渉
人間。東の砦将の副官。原作では一部で副将（ふくしょう）とも表記される。人間族の駐留軍のほとんどが「開門都市」を放棄した後も、東の砦将と共に魔界に残り、右腕として彼を支える。
もとは下級貴族（騎士の家系）の三男坊で、食うために傭兵となり、砦将の副官となった。開門都市攻防戦では生き残った獣牙族を率いて遊撃隊となり、獅子奮迅の活躍を見せた。
魔族娘（まぞくむすめ）
声 - 松井恵理子
第二次聖鍵遠征軍によって占領された「開門都市」に取り残された多くの魔族の1人。「開門都市」の支配者となった人間の多くが取り残された魔族を差別的に扱っており、魔族娘も怯えながら生活している。責任のないことでも謝ってしまうのが口癖になっている。
遠征軍に参加した褒賞で酒場をはじめた男（声 - 山本兼平）の店で働く（原作では下級娼婦としても身を立てていたが、アニメ版では省略されている）。複数種族の混血で、蒼魔族のような肌と竜族のような角、猫目族のような瞳をもつ（アニメ版では人間と同じの瞳をしている）。漫画版では作品によって種族に差異がある。浅見版は竜族。石田版は獣牙族（羊のような角がある）。峠版も獣牙族だがイヌ科っぽい外見で、火竜公女や勇者曰く「けしからん胸」をもつ。
開門都市の中立都市成立後、黒騎士（勇者）の知人ということもあり、火竜公女の侍女として仕えることになり、火竜公女の多少スパルタな躾の下でマナーなどを教えてもらっている。

#### 竜族
火竜大公（かりゅうたいこう）
魔族八大氏族・竜族の氏族長。口から大高温の炎を吐き、腕や尻尾を切り落とされてもすぐに生やすほどの回復能力を持つ。剛毅な人物で、頑固なところはあるが優れた政治手腕も持ち、魔王や黒騎士（勇者）の政策に理解を示して高く評価している。
当初は魔王の意に逆らい、第二次聖鍵遠征軍によって人間に占領された開門都市の武力による奪還を企てたりしていたが、それを止めに来た魔王の使者である黒騎士（勇者）と互角の闘いを繰り広げた結果、しばらく様子を見ることとなった（アニメ版では省略され、対面時に火竜公女を嫁がせようとした話のみ登場）。
黒騎士（勇者）の工作によって人間族の駐留軍のほとんどが開門都市からいなくなり、事実上無血にて魔族側へ奪還された後、東の砦将の呼びかけに応じて娘である火竜公女を自治委員会へ送り込むなど、開門都市を魔族と人間族が共存する都市へ変えていくことに協力するようになる。
黒騎士（勇者）との闘い以降は、彼の男気に惚れ込んで魔王の和平提案を受け入れ、娘である火竜公女を勇者の下に嫁がせようとしている。
火竜公女（かりゅうこうじょ）
声 - 伊藤静
火竜大公の娘。角と尻尾を除けば人間の娘と変わらぬ容姿であり、聡明かつ誇り高い女性。幼名は小桜角（しょうおうかく）。火竜大公同様口から炎を吐き、会話時にも時々炎を漏らす。黒騎士（勇者）を「我が君」と呼び、妻を自称する。
開門都市の自治委員会の一員でもあり、必要ならば単独で人間の世界を訪れるなど肝の据わった部分もある。勇者の知人である魔族娘を侍女として迎え、侍女に相応しいマナーなどを多少スパルタ教育気味に教えているが、彼女のことは多少なりとも大事にしている。
魔界で貴重な資源に当たる塩の供給地として重宝されていた極光島が、第二次極光島奪還作戦によって人間族に奪い返されたため、その対策として勇者を通じて面識があった青年商人に塩の工面を依頼するため、人間界へ赴く。この行動は青年商人を動かし、同盟が本格的に開門都市へ乗り出すきっかけとなる。その後、しばらく青年商人の意を受けて彼の側に留まり、その工作を間近で見つめることとなる。
父である火竜大公は勇者に「妻にでも妾にでも」といって側に置かせるが、公女自身は勇者の妻となることを望んだ。しかし、勇者の心には魔王がいること、強すぎるゆえの公平すぎる優しさなどに勇者のもとを離れることを決意。青年商人とともにあることを望むようになる。
開門都市攻防戦ののち、青年商人の妻として人間界にわたった（ととれる説明がある）。
魔族豪商（まぞくごうしょう、アニメ初登場のみでは「魔族商人」それ以降は「魔族豪商」）
声 - 髙橋孝治→木村亮俊
竜族の商人。白い東洋竜の頭部と尻尾を持つ大柄な男性。火竜公女からは「雲竜のお爺さま」と呼ばれている。

#### 妖精族
妖精女王（ようせいじょうおう）
魔族八大氏族・妖精族の氏族長。穏健派であり、魔族の中では、数少ない人間族との共存派。英明な人物。
強硬派である獣牙族に属する黒狼族に囚われの身となっていたが、後に黒騎士（勇者）に助けられ、黒狼族穏健派との和睦に協力してくれたことに感謝し、魔王に忠誠を誓う（アニメ版ではメイド長から簡素に語られるのみ）。
忽鄰塔においても全面的に魔王の支持に回った。後に蒼魔族が人間界に進攻した際は、魔王の依頼で南部連合への特使として派遣される。
羽妖精（はねようせい）
声 - 水原薫
妖精族の一員、子供のように無邪気でイタズラ好き。黒騎士の協力要請を受け、開門都市に駐留していた遠征軍指導部に幻覚を見せて追い出した。
羽妖精侍女（はねようせいじじょ）
妖精女王の侍女で、女王の補佐を務める。

#### 蒼魔族
蒼魔王（そうまおう）
魔族八大氏族・蒼魔族の氏族長。開戦論派。魔王に対する反対勢力の雄。
王弟元帥と密かに手を結び、中央諸国の軍と対峙し、防備が薄くなった「冬の国」をはじめとする三ヶ国通商同盟を襲おうとするが、勇者と女魔法使いによって撃退されてしまう。その後、息子である蒼魔王子を魔王とすべく現魔王の廃位を狙う。だが、忽鄰塔で議決による魔王の廃位が失敗すると蒼魔王子からもはや用無しと殺害された。
刻印の蒼魔王子（こくいんのそうまおうじ）／蒼魔の刻印王（そうまのこくいんおう） （アニメ版では「刻印王」とのみ表記）
声 - 柿原徹也
蒼魔王の世継。両目に次期魔王の証である刻印がある。
過去にも目に刻印がある魔王はいたが片目だけであり、両目にあるというのは相当に強い刻印らしい。実力もそれに伴って過去最大級であり、魔王としての力を持たない段階でも勇者に負けない程の力を持つがその気質は酷薄そのもので、他人を敵か道具としか見ていない。その力量に惚れ込んだ父である蒼魔王は蒼魔王子を魔王位につけるべく工作をしているが、蒼魔王子自体は魔王位だけではなく父王である蒼魔王の弑逆をも画策している。
蒼魔王を殺害した後、新たな蒼魔王を名乗り現魔王を暗殺によって排除することで新魔王になろうと画策するも失敗、八大氏族と袂を分かつこととなる。
その後、聖光教会とひそかに手を組むと人間界へ侵攻、白夜の国を滅ぼし人間界の拠点とし、領民を奴隷兵として使役しながら南部連合国へと進軍させ、後に白夜の国で勇者と一騎討ちとなるも、聖光教会の裏切りによる百合騎士団のマスケットの射撃を勇者もろとも全身に受け斃れた。そして両目の魔眼は大教主の下に献上された。
死人鴉（しびとがらす）
漫画作品（石田版）に登場。刻印王の使い魔。忽鄰塔で蒼魔族が反旗を翻した際に刻印王と戦う勇者を援護しようとした夢魔鶫と戦っていた。その後は舞台が地上に移ったためか登場せず。
蒼魔上級将軍（そうまじょうきゅうしょうぐん、アニメ版では「蒼魔将軍」）
声 - 沢木郁也
蒼魔王配下の将軍。密かに手を結んだ中央諸国への使節を務める。主君であるはずの蒼魔王ではなく次期魔王たる刻印の蒼魔王子に忠誠を誓っており、蒼魔の刻印王が誕生する際には直接蒼魔王に手を下し殺害した。
アニメ版では人間の2倍以上の背丈を持つ巨躯の魔族となっている。
紋章官（もんしょうかん）／暗殺者（あんさつしゃ）
声 - 大原さやか
蒼魔王の配下。表向きは紋章官だが、裏では暗殺や中央諸国へ結託の見返りに送る砂金の調達など、蒼魔族暗部の実行部隊を務める。仮面を付けており、独特の呼吸音が特徴。実は獣牙族・蛇蠢族（じゃこぞく）の出身。
刻印王による魔王暗殺未遂事件の実行犯として執事によって取り押さえられるが、口封じのため刻印王自身の手で殺害される。

#### 獣牙族
銀虎公（ぎんここう）
魔族八大氏族・獣牙族の氏族長。ホワイトタイガーの姿をした魔族で、開戦論派。魔王に対する反対勢力の雄。薙刀を使った武術の達人。名は隗、字は草雲、右府将軍の称号をもつ。人間相手ならば戦争に負けることはないと考えている。強きを尊う獣牙族の典型であり根っからの武人で、誇りを重んじて戦場で雄々しく散ることは名誉としている。魔王に否定的なのも武勲が無いためである。頭を使うことは苦手で、本人もそれを認めているが、必要とあれば知恵者から案を求める考えもある。
忽鄰塔では、黒騎士に配下を決闘で屈服させられつつも面子を立てられたことで一旦は準備期間という名目で休戦へと態度を軟化させるが、蒼魔王が魔王の廃位を画策した際は廃位賛成派に回る。
その後、魔王暗殺未遂事件の実行犯が獣牙族出身の者だったことに愕然とし、氏族の名誉のために自らの命さえも差し出す意志を見せるが、魔王からはもとより獣牙族を疑っていなかったことを教えられるとともに魔王の持つ「強さ」を目の当たりにし、多大な恩義を感じて彼女の強力な支持者となる。
その後、魔王の求めと氏族長会議の決定に従って蒼魔族追撃と聖鍵遠征軍との戦闘に参戦。「魔王の命を三度守る」という誓いも空しく、マスケットの威力の前に命を散らした。
南氷将軍（なんぴょうしょうぐん）
声 - 白熊寛嗣
魔界において人間族が占領・支配している「開門都市」に対し、魔族が人間界において唯一、支配・占領している「極光島」に駐留している魔族軍の司令官。人間の3倍以上は背丈がある巨大なセイウチの魔族で、銛による槍術と口からの冷気の息「こごえるふぶき」を武器とする。
武人であることに誇りを持ち、極光島撤退の際にはしんがりとして自ら敵陣に赴き、女騎士との一騎討ちに破れ、最後に女騎士と剣を交えたことに満足しながら斃れた。
獣牙双剣兵・獣牙投槍兵・獣牙鎚矛兵（じゅうがそうけんへい・じゅうがなげやりへい・じゅうがつちほこへい）
「開門都市」前の会戦で第三次聖鍵遠征軍に破れた魔族軍の撤退を支援するために参戦した、魔王率いる蒼魔族討伐遠征軍の生き残った獣牙族の兵士達。双剣兵は森狼族という枝族の出身。
東の砦将の判断で副官に付けられ、第三次聖鍵遠征軍による「開門都市」の包囲が完成する前に密かに脱出させられ、第三次聖鍵遠征軍の後背を攪乱する作戦に従事する。

#### 人魔族
紋様の長（もんようのおさ）
魔族八大氏族・人魔族の氏族長。生粋の人魔族である紋様族の族長。斧を使った武術の達人。氏族全体の意向ゆえに中立の立場を執っているが、個人としては事を荒立てないようにしている魔王に対して好意的に見ている。
忽鄰塔では魔王廃位の議決も含めて中立を貫いていたが、暗に魔王を支持する発言をして、魔王が暗殺者の手で瀕死となった際もひどく動揺した。
魔王の真意と黒騎士の正体を知るとともに蒼魔族以外の氏族長達が一丸となってからは、表立って魔王や他の氏族に協力するようになる。

#### 鬼呼族
鬼呼の姫巫女（おによびのひめみこ）
魔族八大氏族・鬼呼族の氏族長。理知的で大器の持ち主。やや年寄りめいた公家のような口調で喋る。
忽鄰塔では魔王の真の目的を知らないものの停戦を考えていることを察し、労力的な観点から鬼呼族は人間界へ戦争をしかけても利益は選られないという理由で魔王の支持に回り、魔王廃位の議決においても魔王を変える以前に氏族長が民を保障するべきとして廃位反対派についた。
魔王の真意と黒騎士の正体を知った後は表立って魔王を支持するようになる。
鬼呼執政（おによびしっせい）
鬼呼の姫巫女の補佐を務める魔族。

#### 機怪族
碧鋼大将（へきこうたいしょう）
魔族八大氏族・機怪族の氏族長。開戦論派だが、その理由は人間界の鉱物資源の多さを目当てとしたものであり、強硬派というわけではない。理論的で実利的な人物。
忽鄰塔では魔王から交易で人間界から入手可能な資源のサンプル（商品師弟らが魔王の指示を受けて手配したもの）を見せられて、代替の保障があれば休戦もあると態度を軟化させるが、魔王廃位の議決時は廃位賛成側についた。
魔王の真意と黒騎士の正体を知ると魔王の器の大きさから考えを改め、魔王の支持者となる。また、当初は人間とは相反れないと言っていたものの長年迫害を受けてきた氏族の長ゆえに種族間の偏見が少なく、忽鄰塔後には東の砦将および人間（衛門族）との商談を真っ先に持ちかけた。

#### 巨人族
巨人伯（きょじんはく）
魔族八大氏族・巨人族の氏族長。巨人族全体の傾向として、口数が少なく片言で喋るが、必要な意思は明確に伝え、純朴な人物。強硬派ではないが、武勲や実績のない魔王のことは頼りなく思っている。
戦争への意思は人間への不信感による防衛目的であり、忽鄰塔では休戦への同意も見せたが、魔王廃位の議決の際はより強い魔王が現れることを期待して廃位賛成派に回った。
魔王の真意と黒騎士の正体を知ってからは、魔王の持つ強さを理解して支持者となる。

### その他
光の精霊（ひかりのせいれい）
声 - 島本須美
人界の教会で崇拝対象とされている存在。
語り部（かたりべ）
声 - 永井一郎
ドラマCDおよびアニメ版特別編（総集編）におけるナレーター。劇中世界を現在から500年前の話をつづった叙事詩として解説を行う。
語り部師弟（かたりべしてい）
声 - 速水奨
アニメ版特別編に登場。語り部の弟子として、共にナレーションを担当。語り部曰く「無駄に良い声」の持ち主。

## 用語
魔王と勇者
魔族と人間の希望の象徴とも言える存在であり、卓越した魔力や戦闘能力を持つ。その正体は光の精霊の願いによって生まれた世界の特異点であり、戦い合うことを宿命付けられている。表裏一体の存在でもあり勇者は「人界の魔王」、魔王は「魔界の勇者」であるともいえる。
魔王は代替わりする際に「刻印」と呼ばれる紋様を受けた複数の魔族が現れ、それらの候補者（代理を立てるのも有り）が戦い勝ち残った者がまず「魔王（仮）」となり、その後魔王城の奥にある「冥府宮」に眠る歴代魔王の残留思念と同化する（と言うより、むしろ「取り込まれる」）ことで正式な魔王となる。
それに対して勇者は光の聖霊のお告げを受けて目覚めるが、そのお告げの時点で何らかの継承も行われている様で潜在する能力的には正式な魔王とほぼ互角の力を持つ。
南部諸王国
大陸南部にある国家群。「南部諸国」という場合もある。農業に適さない寒冷な気候で、物語開始当初は白夜の国以外は貧しい小国であり、魔族との戦争を理由とした中央諸国からの援助で何とか成り立っている状況だった。
特色としては土地柄収益が少ないことから「貴族領」と言う物が無く、物資の統制が単純化されている。南部諸国における爵位とは王城に出入りする人物に与える許可証の様な物で、一種の名誉職である。また、対魔族の盾として戦い続けた歴史から常備軍があり、有事の際の展開速度が速い。
長い間中央諸国の「盾」としてこき使われていたが、紅の学士（魔王）による農業改革や湖畔修道会の国教制定をもって独自の路線を進み始める。友好関係にある冬・鉄・氷の三国はまとめて「南部三国」と呼称する場合がある。
冬の国
物語の主な舞台のひとつ。それまでは前王の下で防衛ラインを維持し、みかえりに中央諸国からの援助で賄ってきたが、紅の学士による農業改革により食料自給率が安定し、前王が戦死し、王子が跡を継いでからは賄賂などを廃止し、商人子弟の助言による新しい政策や、極光島奪還に伴う塩などの資源の開拓により国内の経済や食糧自給率が安定し、さらに紅の学士に扮したメイド姉により発した農奴解放運動により中央諸国と袂を別ち、新たな一歩を歩こうとしている。
冬越しの村
魔王たちが拠点としている冬の国の小さな村。それまでは何の変哲もない開拓村であったが、魔王が考案した農法や馬鈴薯をはじめとする新たな農作物などにより食糧自給率が安定し、村人は魔王を「女神様」「聖人様」と敬愛している。
鉄の国
鉱物資源が豊富な地にある国で、主に武具の生産や鉄鋼業が盛ん。魔王は時々この国を訪れては新たな農機具や活版印刷機などの機材を開発させている。
軍人が統治しているが、平時はあくまで文人として働くことを理念としており軍国色は薄い。
氷の国
女王制の国。したたかな氷の女王の采配の下で経済は安定しており、数々の詩人や芸術家を輩出している。
冬の国と鉄の国に取り囲まれる地理上安全な位置を国土としているため、軍事を二国に依存している。
白夜の国
中央諸国寄りの隣国のひとつ。それまで中央諸国への支援もあり、南部諸王国の中では経済は安定していたが、第一次極光島奪還作戦において白夜王の無策により多くの兵士と物資が失われたのをきっかけに経済が傾き、さらに中央諸国内の飢饉で追い打ちをかけられ不安定になっている。
後に片目司令官による鉄の国侵攻の失敗により更に兵士と物資が激減し、さらに追い打ちをかけるかのように蒼魔族の進軍により王家は滅亡、領民は奴隷兵として「生きた盾」として前衛に配置され進軍を強要されることとなる。

南部連合
冬の国、鉄の国、氷の国の通商同盟に湖の国、葦の国、梢の国、赤馬の国といくつかの独立都市が連合した中央諸国とは異なる新たな政体。
中央諸国
南諸王国の北方にある国家の集まり。中枢となる「聖王国」と「聖光教会」によって牛耳られている。
今まで南部諸国を盾として利用し、食糧物資や軍資金を循環させることにより安定した経済を保っていたが、紅の学士の農業改革により南部諸国への食糧物資の支援がほとんど必要なくなったことで貨幣の循環が滞ってしまい、さらに中央諸国全土に渡る飢饉により穀物価格が高騰し、飢餓の兆候が見られる地域もあるなど、経済的にも不安定になってきている。
貴族は大小あってもそれぞれが領地を持つ立場であり、大規模な戦争の際には各貴族が出す「諸侯軍」の連合となる為いざ布告が出ても即座に動ける訳ではない。貴族たちも名目上は王に忠誠を誓っていても、自領を優先する為、意見の統制が難しい。
同盟
大陸全土に影響力を持つ商人の互助組織。正式名称は『南部独立都市および自由商人による経済同盟』といい元は交易商人による団体で、団体構成員の交易特権を守るために生まれたのが発祥の契機。物語開始当初の南部諸王国をまるごと5回買っても御釣りがくるという天文学的な財力を持つ。
「十人委員会」と言う幹部会によって統括されており、青年商人はその一員である。
"人間たる前に商人たれ"、"教会の敬虔な信徒である前に商人たれ"と言う訓示を唱える筋金入りの商人（あきんど）の集団。
教会
作中世界の人間たちが信仰している宗教。信徒は推定9500万人。「光の精霊」を唯一絶対の存在として崇めている。聖王国にある「聖光教会」を総本山としていくつかの宗派が存在し、湖の国を拠点とする「湖畔修道会」もその一つである。
教会から異端宣告および破門を受けると、その国は他国との交易も停止されてしまうためここからの宣告に逆らうことは基本的にできず、人界において絶大な影響力を持つ。
湖畔修道会
修道会の中でも実利的、かつ穏健派で農民の生活援護を主な活動にしている他、労働力の提供、ブドウ栽培の指導、戸籍の補完、病院も運営している。
後に南部三カ国通商同盟によって中央聖光教会と対なるもう一つの教会とされた。
種痘
人界で猛威を振るっている天然痘の予防法。女魔法使いによって南部諸王国に持ち込まれ、湖畔修道会によって広められたことにより、南部諸王国では天然痘の死者が劇的に減った。この種痘の技術によって南部諸王国は中央諸国に対して大きなイニシアチブを得ることに成功する。
人界
人間たちの暮らす世界。物語前半の主な舞台となっている。春夏秋冬の季節変化がはっきりしており、南が寒く北が温かい。大陸中央部の中央諸国が文明の中心地となっており、主にこの中央諸国と南部諸王国の二つの区分からなっている。魔界と比べると鉱物資源が豊富であるが、農業技術の低さから食料資源に乏しく、飢餓が死因の大きな割合を占めてしまっている。
魔界
人間たちの暮らす大陸の南方「極大陸」に存在するゲートの向こう側にある「魔族の住む世界」。碧色の太陽に照らされており、「冬がない」など季節の変化に乏しい。海が存在せず、そのため塩が貴重品となっているほか、人界と比べると食糧資源が豊富であるが鉱物資源に乏しい傾向にある。
当初は異次元の世界かと思われていたが、実は人界と同じ惑星の地殻の裏面を大地とする地下世界であり、碧の太陽が発する斥力が重力の代わりとなっている。
魔族
魔界の住人たち。魔界に住む知的生命体の総称であり、「人魔族」の一部や魔王（紅玉の瞳）などの属する「図書館族」など人間と同じ姿をした種族もいるが、人型ではあるが人間と異なる形体をもつ亜人種族も存在する。
国家に相当するものとして「氏族」という主に同じ種族同士で作られた共同体を形成している。後述のように大きく分けて8つの氏族が存在するが、氏族と言っても「同じ意見で統一されている」程度で氏族によってはごちゃ混ぜだったり、純血主義だったりと差異が大きい。
八大氏族 ／ 九大氏族（はちだいしぞく ／ きゅうだいしぞく）
忽鄰塔（クリルタイ）への参加が認められている魔界の大氏族。この氏族の合計で魔界の人口の6割を占める。氏族内でも更に細かな枝族に分けられている。後に火竜大公らの計らいで開門都市およびそこの住人が大氏族入りし、九大氏族となる。
竜族（りゅうぞく）
竜の鱗や角、尻尾をもつ人型の種族。強大な力を持つ血統の者なら、巨竜の姿に変身することもできる。山岳地帯を拠点として、他の氏族とは積極的に関わりをもたない孤高の氏族。
アニメ版では現実でいう古い中国を思わせる服装をしている。
妖精族（ようせいぞく）
その名のとおり妖精の姿をした種族。森に住んでいた魔族たちが、月日とともに共同体を結成していったもの。
戦闘能力は高くないため戦乱においては常に犠牲者となっており、人間との戦争にも否定的である。一方で幻術などには長けており開門都市奪還工作ではそれが遺憾なく発揮されたほか、夜目が利くなど五感に優れている。
蒼魔族（そうまぞく）
蒼い肌を持つ人型の種族。体格は人間と同じから巨人族と同等までさまざまだが、総じて高い身体能力と魔力を持つ。
歴代の魔王を多く輩出している他、「青き魔神の末裔」と称してエリート意識が強く純血主義であり、軍人による厳格な階級性社会が布かれている。
獣牙族（じゅうがぞく）
「獣人族（じゅうじんぞく）」と呼称する場合もある。「虎」「狼」「海獣」など、多種多様な獣の特徴を持つ種族。山林の中に集落や城砦を作り、広大な領土・縄張り意識を持つ。身体能力が高い狩猟・戦闘種族であり、武人としての誇りが高く、卑劣な手段を嫌う者が多い。戦闘能力を基準とした実力主義社会のため男尊女卑の風習が強い。
人魔族（じんまぞく）
人間に近い、もしくは人間とほぼ同じ姿をした種族。最多の人口を持つ氏族であり、氏族内の枝族やそれらの混血も多い、と言うよりむしろ純血種族は秘眼族と紋様族くらいで、混血のほうが多数派である。そのため内部における意見が雑多であり、基本的に中立の立場をとる。
魔界の街や村に広がって暮らしており、各地に氏族内の連絡用の駅（早馬の使いに替え馬を出す施設）を持つ。
鬼呼族（おによびぞく）
角をもつ人型の種族で、その名のとおり日本の鬼のような姿をしている。法力に優れて、妖術や癒しの術、魔物を使役する術などに長ける。
稲作やそれに伴う治水技術、米を使った酒作りなど、現実世界における東洋的な文化が発達している。
機怪族（きかいぞく）
からくり技術や魔力機関を発達させた技術者の種族。ロボットのような姿をしているが、これはからくり仕掛けの鎧であり、その中から小柄な機怪族本体が魔力伝達糸と圧力シリンダーを用いて操作している。
長きにわたって機械人形と迫害されてきた歴史があり、6代前の魔王の時代に戦争によって大氏族入りしたという比較的新しい氏族。
巨人族（きょじんぞく）
人間の数倍の背丈を持つ巨大な種族。片言で喋りやや粗暴な面はあるが、知能が劣っているというわけではなく、純朴で豪快な気質を持つ。
過去に人界に出て人間たちにいい様に利用された歴史があり（これが巨人のおとぎ話とされる）、人間に不信感を持つ保守的な傾向の者が多い。
建設業が得意で、その腕は他氏族にも評価されている。
衛門族（えいもんぞく）
蒼魔王が魔王を多数決によって廃位させようと画策した際、火竜大公が対抗策として「4万の人口と2名の大氏族長の推薦があれば大氏族入りできる」という典範を利用して、彼とそれに賛同した鬼呼の姫巫女の推薦を受けた開門都市の住人が大氏族入りしたもの。
開門都市に住む人間と魔族の混合であるが（魔族娘も自身は衛門族だとしている）、他の氏族からは「魔界に住む人間たち」と認知されている。東の砦将が委員長および氏族長を務める。

忽鄰塔（クリルタイ）
魔界における議会に相当するもの。魔王の召集で大氏族の族長が集まり、会議を行って魔界全体の意思決定を行う。
魔王の意思で開催が決まり、その代ごとに回数はまちまちで、準備含めて3ヶ月に渡る大イベントであることもあって、2回開かれれば多いほうであり一度も開かなかった代の魔王も存在する。
開門都市（かいもんとし）
ゲートを越えた先にある魔界の都市。魔界で崇められる複数の神を祭った神殿があり、魔族にとっては聖地といえる場所である。
「聖鍵遠征軍」によって占拠されていたが、黒騎士（勇者）の策で遠征軍本隊が撤退したとともに、統治を押し付けられた東の砦将が民を守るため周辺の有力魔族に保護を申し出たことをきっかけに、人間の権利が正式に認められた魔王直轄地にて、魔族と人間の間で商取引を行う交易都市となる。その後は東の砦将を委員長として3分の1が人間で構成されたた自治委員会によって統治され、黒騎士も魔王の代理人という形で委員会に所属している。
極光島（きょっこうとう）
人間たちの住む大陸と極大陸を挟んだ海域に存在する島。島の中央には強固な砦が存在する。島のさらに南にある極大陸にはゲートと呼ばれる魔界への入り口が存在し、凍結海によって陸続きとなっている。
元々人間側の領土であったが、第二次聖鍵遠征軍侵攻に魔族側の反撃を受けて魔族の連合軍に占拠されていた。水棲生物型の魔族が接近する船を沈めることで圧倒的な軍事的優位性を保っていたが、冬寂王が流氷で橋を作って陸軍を突入させたことで人間側に奪還される。その後、南部諸王国はこの海域で商船を自由に通行させることが可能となったため、経済成長および中央諸国からの支配脱却の原動力の一つなる。
魔族にとっては、海が無く岩塩も希少な魔界では貴重品である塩の供給地点（原作小説では塩田、アニメ版では岩塩の鉱脈が存在）となっていたため、ここを奪還されたことは大きな痛手となり、交易で塩を入手したい竜族から青年商人への接触、および青年商人が魔族は交易相手として友好関係を築けることに気付くきっかけとなった。
魔界の作物
作中に登場する魔界原産の植物。米以外は現実における新大陸の作物である。
馬鈴薯（ばれいしょ（ジャガイモ））
寒冷で痩せた土地でも育つ上、面積あたり小麦の3倍の量が収穫できて栄養価にも優れるが、大地の恵み（土壌の栄養分）を多く消耗するため農法に気をつける必要がある。
南部諸王国の農法改革の手始めとして魔王が持ち込み、四圃式農業や肥料改革とともに南部の農産業と食料事情を劇的に改善させた。そのため、南部への影響力低下を恐れた中央諸国はこれを「悪魔の実」として異端扱いした。
冬越し村の村人を初め、味については好評である。
玉蜀黍（トウモロコシ）
現実世界のトウモロコシと同様のもの。高温で乾燥した環境でも生育できるが、逆に低温の場所では育たない。油を抽出することもでき、魔界では酒の原料にもされている。
戦争に依存した経済状況を打破するべく、大陸中央の荒野地帯でも育てられる農作物として、新たな農耕地の開拓という価値創造とともに魔王が青年商人に売り込んだ。
加鼓亜（ココア）
カカオ豆のこと。成長には温暖な気候が必要で、人界では魔王が冬越しの村にある「水晶農園（温室）」で実験的に栽培している。
お茶（飲料としてのココア）にすると甘く美味であり、魔王たちがしばしば飲んでいる。
米
鬼呼族の農作物で、現実世界における稲と同じもの。
小麦の数倍の収穫量を持つが、生育には温暖で湿潤な環境が必要なため、魔王は南部諸王国に持ち込むのを諦めた。

聖鍵遠征軍（せいけんえんせいぐん）
かつて人間が魔界を調査するために派遣した巨大な軍隊。人間界のあらゆる国から出された軍から構成されている。また、国の軍の他に貴族達の軍である貴族軍も加入している。
第一次聖鍵遠征軍では魔界の調査と称し、魔界を侵攻。
第二次聖鍵遠征軍では魔界の都市である「開門都市」を占拠し、魔王の都まで迫ったが、魔王によって補給線を絶たれ渋々撤退。後に黒騎士（勇者）の策略と司令官の怯懦によって極光島への援軍と称して魔界から撤退するも、同じく極光島から撤退を図る魔族軍によって壊滅した。
第三次聖鍵遠征軍では新兵器・マスケットを導入した大軍を作り出す。この武器は訓練に必要な時間が非常に短いことに王弟元帥は目を付け、農奴を集めて作り上げた農奴軍を軍に加えることで軍の巨大化を図った。しかしマスケットを使用するためには硝石やブラックパウダーといった火薬を大量消費しなくてはならない上に、食料や衣料などを軍全体に用意しなくてはならないため、軍を動かすための費用は計り知れない程にかかった。
マスケット
いわゆる銃のことで、銃口から火薬（硝石等を調合したブラックパウダー粉末）と弾丸を装填し点火して発射、爆発した時の推進力で遠くの敵を撃つことのできる新兵器。
元々は魔王が設計し鉄の国の職人に作らせていたが、使い方によっては後世に禍を残すことになる可能性があり実戦投入に躊躇し、全ての資料を破棄・封印しようともした。しかし職人のひとりが金になると恩賞欲しさに裏切って王弟元帥の下へ持参し（アニメ版ではその後鉄の国に帰国した際に逃亡中の片目司令官と出くわし、口封じに殺害された）、弓矢などと比較して徴兵した農奴のような練度の低い者ですら短期間の訓練で十分な戦力になることから第三次聖鍵遠征軍の兵器のひとつに採用した。
後に魔王も採用に躊躇したことに反省し、マスケット対策のひとつに、銃身を長くし射程距離を伸ばした「ライフル」を制作した。
機構
システム、あるいはバックアップとも呼ばれる。「魔王と勇者は戦う運命にある」という事象を世界に定義づけるために光の精霊が作り出したもの。本来は、光の精霊が黒髪の少年と再び出会うため、文明や文化の発展を抑制するためのもの。
人間界の文明等が一定レベル以上になると好戦的な魔王が生まれ（あるいは現在の魔王が凶暴になり）、軍勢を率いて人間界に侵攻、発展した技術や町などを破壊して文明レベルを引き下げる。文明レベルが一定以下になると強い力を持つ勇者が生まれ（あるいは現在の勇者が強健になり）、魔王を打ち倒す。これが繰り返されることにより、人間の文明度が一定範囲内に止まっている。
この事象が崩れる（作中のように魔王と勇者が仲良くなる、等）と、「魔王と勇者は戦う」という事象を作り出すために新たな魔王、新たな勇者が生み出される。これは、単純に誕生するほかに、魔王あるいは勇者を自称するものが力を得ることもある。
このバックアップにより、蒼魔の刻印王と青年商人が魔王として、メイド姉が勇者としての力を得た。

## 作風・制作背景
本作品はそもそも、2ちゃんねるニュース速報 (VIP) 板のスレッド「魔王『この我のものとなれ、勇者よ』勇者『断る!』」を利用した即興小説として、2009年に発表された。後に過去ログが有志の手によってウェブサイトにまとめられると、それを通して愛読者が増え、インターネット上で話題を呼んだ。このとき本作品に着目した桝田省治がTwitterを介して著者に接触し、Twitter上で本作品の書籍化プロジェクトを設立し、商業出版上での刊行につながった。刊行にあたり、小説版向けの総監修を桝田が務め、脚注と設定監修を山北篤（地図作成も担当）と細江ひろみが、イラストをtoi8（キャラクター原案・カバー・本文イラスト）と水玉螢之丞（キャラクター原案補助）が手がけている。
本作品の最大の特徴は、いわゆる「地の文」が存在せず、戯曲のように登場人物の会話のみでつづられていることである。また、登場人物には個人名が存在せず、「勇者」「魔王」「メイド姉」など、作中での立場や肩書きが名前の代わりとして用いられる。会話のみで構成された本文や固有名詞を避ける表現などは、そもそも同板の投稿作品の定形である。

## 評価
ゲームライター・編集者の石井ぜんじは、普通のファンタジー作品では勇者が魔王を倒して完結するものだが、本作は「ファンタジー世界をリアルに分析し、現実的な社会・経済面から切り込みながらストーリーを展開しているところに面白さがある」と評してる。

## 既刊一覧

### 小説

#### 本編
- 橙乃ままれ（著）・水玉螢之丞（キャラクター原案、本文イラスト）・toi8（カバー・本文イラスト）、エンターブレイン、全5巻
  - 『まおゆう魔王勇者 1 「この我のものとなれ、勇者よ」「断る！」』、2011年1月11日初版発行（2010年12月29日発売[8]）、ISBN 978-4-04-726933-0
  - 『まおゆう魔王勇者 2 忽鄰塔（クリルタイ）の陰謀』、2011年2月14日初版発行（1月31日発売[9]）、ISBN 978-4-04-726994-1
  - 『まおゆう魔王勇者 3 聖鍵（せいけん）遠征軍』、2011年5月10日初版発行（4月28日発売[10]）、ISBN 978-4-04-727097-8
  - 『まおゆう魔王勇者 4 この手でできること』、2011年7月28日初版発行（7月16日発売[11]）、ISBN 978-4-04-727098-5
  - 『まおゆう魔王勇者 5 あの丘の向こうに』、2012年2月2日初版発行（1月21日発売[12]）、ISBN 978-4-04-727144-9
    - 『まおゆう魔王勇者 5 あの丘の向こうに 特装版』、同日発売[13]、ISBN 978-4-04-727672-7

#### 外伝
- 橙乃ままれ（著）・水玉螢之丞（キャラクター原案、本文イラスト）・toi8（カバー・本文イラスト）、エンターブレイン、全3巻
  - 『まおゆう魔王勇者 エピソード１ 楡の国の女魔法使い』、2011年11月11日初版発行（10月31日発売[14]）、ISBN 978-4-04-727551-5
  - 『まおゆう魔王勇者 エピソード0 砂丘の国の弓使い』、2012年7月12日初版発行（6月30日発売[15]）、ISBN 978-4-04-728095-3
  - 『まおゆう魔王勇者 エピソード2 花の国の女騎士』、2013年1月3日初版発行（2012年12月22日発売[16]）、ISBN 978-4-04-728456-2

### 漫画
ウェブコミック配信サイトを含む漫画雑誌5誌で漫画化作品が連載された。この他にアンソロジーが複数存在する。
まおゆう魔王勇者「この我のものとなれ、勇者よ」「断る!」
角川書店『月刊コンプエース』より2011年6月号から2016年6月号まで連載された。2016年8月時点で本コミカライズの累計部数は200万部を突破している。

- 橙乃ままれ（著）・水玉螢之丞 / toi8（キャラクター原案）・石田あきら（作画）、角川書店→KADOKAWA〈角川コミックスエース〉、全18巻
  1. 2011年8月26日初版発行（8月24日発売）、ISBN 978-4-04-715766-8
  2. 2011年12月26日初版発行（12月20日発売）、ISBN 978-4-04-120054-4
  3. 2012年4月26日初版発行（4月24日発売）、ISBN 978-4-04-120205-0
  4. 2012年8月25日初版発行（8月23日発売）、ISBN 978-4-04-120361-3
  5. 2012年12月26日初版発行（12月21日発売）、ISBN 978-4-04-120518-1
  6. 2013年2月26日初版発行（2月22日発売）、ISBN 978-4-04-120577-8
  7. 2013年5月25日初版発行（5月23日発売）、ISBN 978-4-04-120697-3
  8. 2013年8月26日初版発行（8月21日発売）、ISBN 978-4-04-120822-9
  9. 2013年12月26日初版発行（同日発売）、ISBN 978-4-04-120938-7
  10. 2014年3月26日初版発行（同日発売）、ISBN 978-4-04-121047-5
  11. 2014年7月26日初版発行（同日発売）、ISBN 978-4-04-101732-6
  12. 2014年10月25日初版発行（同日発売）、ISBN 978-4-04-101733-3
  13. 2015年1月26日初版発行（同日発売）、ISBN 978-4-04-101734-0
  14. 2015年4月25日初版発行（同日発売）、ISBN 978-4-04-101735-7
  15. 2015年7月25日初版発行（同日発売）、ISBN 978-4-04-102908-4
  16. 2015年10月26日初版発行（同日発売）、ISBN 978-4-04-102909-1
  17. 2016年2月26日初版発行（同日発売）、ISBN 978-4-04-102910-7
  18. 2016年8月26日初版発行（同日発売）、ISBN 978-4-04-104685-2

まおゆう魔王勇者-丘の向こうへ-
秋田書店『チャンピオンRED』より2011年7月号から2014年10月号まで連載された。

- 橙乃ままれ（著）・水玉螢之丞 / toi8（キャラクター原案）・峠比呂（作画）、秋田書店〈チャンピオンREDコミックス〉、全8巻
  1. 2011年9月20日発売、ISBN 978-4-253-23345-3
  2. 2012年2月20日発売、ISBN 978-4-253-23346-0
  3. 2012年7月20日発売、ISBN 978-4-253-23347-7
  4. 2013年1月18日発売、ISBN 978-4-253-23348-4
  5. 2013年8月20日発売、ISBN 978-4-253-23349-1
  6. 2014年2月20日発売、ISBN 978-4-253-23350-7
  7. 2014年7月18日発売、ISBN 978-4-253-23651-5
  8. 2014年9月19日発売、ISBN 978-4-253-23652-2

まおゆう魔王勇者
エンターブレイン『ファミ通コミッククリア』サイト上で2011年6月22日から2016年11月11日まで連載された。

- 橙乃ままれ（著）・水玉螢之丞 / toi8（キャラクター原案）・浅見よう（作画）・桝田省治（監修）、エンターブレイン→KADOKAWA〈ファミ通クリアコミックス〉、全8巻
  1. 2011年11月15日発売、ISBN 978-4-04-727620-8
  2. 2012年3月15日発売、ISBN 978-4-04-727942-1
  3. 2012年9月15日発売、ISBN 978-4-04-728337-4
    - 「特装版」同日発売、ISBN 978-4-04-728338-1

  4. 2013年1月15日発売、ISBN 978-4-04-728628-3
  5. 2013年7月13日発売、ISBN 978-4-04-729027-3
  6. 2014年9月13日発売、ISBN 978-4-04-729904-7
  7. 2015年8月12日発売、ISBN 978-4-04-730494-9
  8. 2016年12月15日発売、ISBN 978-4-04-734354-2

まおゆう4コマ 向いてませんよ、魔王様
エンターブレインマジキューコミックスwebサイト上で2011年6月から2014年10月まで連載。連載漫画の中では唯一の4コマ漫画。

- 橙乃ままれ（著）・水玉螢之丞 / toi8（キャラクター原案）・七積ろんち（作画）、エンターブレイン→KADOKAWA〈マジキューコミックス〉、全3巻
  1. 2012年3月24日発売、ISBN 978-4-04-727867-7
  2. 2013年1月25日発売、ISBN 978-4-04-728648-1
  3. 2014年10月25日発売、ISBN 978-4-04-729906-1

まおゆう魔王勇者 外伝 まどろみの女魔法使い
講談社『月刊少年シリウス』2012年1月号から2014年5月号まで連載。

- 橙乃ままれ（著）・水玉螢之丞 / toi8（キャラクター原案）・川上泰樹（作画） / 桝田省治（監修）、講談社〈シリウスKC〉、全7巻 
  1. 2012年5月9日発売、ISBN 978-4-06-376335-5
  2. 2012年12月7日発売、ISBN 978-4-06-376375-1
  3. 2013年1月9日発売、ISBN 978-4-06-376379-9
  4. 2013年6月7日発売、ISBN 978-4-06-376401-7
  5. 2013年10月9日発売、ISBN 978-4-06-376418-5
  6. 2014年3月7日発売、ISBN 978-4-06-376448-2
  7. 2014年5月9日発売、ISBN 978-4-06-376464-2

まおゆう魔王勇者コミックアラカルト〜冬越し村活動報告書〜
- 橙乃ままれ（著）・水玉螢之丞 / toi8（キャラクター原案）・コンプエース編集部（編）、角川書店〈角川コミックスエース〉、2013年2月23日発売、ISBN 978-4-04-120578-5

まおゆう魔王勇者コミックアンソロジー
- 秋田書店〈チャンピオンREDコミックス〉、2013年5月20日発売、ISBN 978-4-253-23344-6

マジキュー4コマ まおゆう魔王勇者
- エンターブレイン〈マジキューコミックス〉、全2巻
  1. 2013年2月25日発売、ISBN 978-4-04-728652-8
  2. 2013年3月25日発売、ISBN 978-4-04-728777-8

## ドラマCD
- 第1巻 - 小説外伝エピソード1の特別付録として収録。2枚組。
- 第2巻 - 小説本編5巻の特装版に付録として収録。語り部（ナレーション）は永井一郎。
- 第3巻 - 漫画まおゆう魔王勇者3巻の特装版に『まおゆう魔王勇者外伝 〜二人の王、一つの道〜』を付録として収録。
- 第4巻 - 小説外伝エピソード2の特別付録として収録予定。2枚組。
- 小説外伝エピソード0 - 2012年2月の朗読劇、勇者編「出立」、魔王編「恋慕」のドラマを特別付録として収録。2枚組。
- 5巻Blu-ray＆DVD初回生産限定特典　オーディオドラマ 「まおゆう魔王勇者 外伝 砂丘の国の弓使い(前編)」 シリアルナンバー入りアクセスカード 期限あり。
- 6巻Blu-ray＆DVD初回生産限定特典　オーディオドラマ 「まおゆう魔王勇者 外伝 砂丘の国の弓使い(後編)」 シリアルナンバー入りアクセスカード 期限あり。

## Webラジオ
千和と奈央のまおゆうメイドラジオ
主に原作小説の発売・宣伝に合わせて不定期に配信。パーソナリティはメイド長役の斎藤千和とメイド妹役の東山奈央。出演キャストをゲストに毎週迎えている。第1期は2011年11月24日 - 12月22日、第2期は2012年4月26日 - 5月31日、第3期は2012年11月1日 - 12月13日。ニコニコ生放送（収録放送）・ファミ通.comにて配信。
まおゆうメイドラジオα
アニメ放送開始に合わせてリニューアル。パーソナリティはメインの斎藤千和に加えて、東山奈央と魔王役の小清水亜美が回ごとに交代で担当。コーナーゲストとして三宅健太。2012年12月26日 - 2013年5月3日。ニコニコ生放送（収録放送）・ファミ通.com・アニメイトTVにて隔週更新。
らじゆう ラジオ勇者
アニメ放送開始に合わせて新たに配信。パーソナリティは勇者役の福山潤。出演キャストをゲストに毎回迎えている。2012年11月9日 - 2013年4月26日　全12回。アニメイトTVにて第2・第4金曜日更新。
なお☆えりの『まおゆう』盛り上げた〜い！
主にソーシャルゲームの宣伝として配信された。パーソナリティは東山奈央と魔族娘役の松井恵理子。2013年1月11日 - 2月9日の全4回。ニコニコ生放送にて動画付きの生放送にて配信。
ニコニコ生放送・ドラマCD 配信
- まおゆうエピソード0 〜はじまりに至る物語〜 勇者編「出立」（2013年1月9日）
- まおゆうエピソード0 〜はじまりに至る物語〜 魔王編「恋慕」（2013年1月10日）
- まおゆう魔王勇者外伝 〜二人の王、一つの道〜 音源配信 （2013年3月13日）

## テレビアニメ
2012年6月にテレビアニメ化が発表され、2013年1月から3月まで独立局ほかにて放送された。担当声優はドラマCDと共通。全13回（12話+総集編）。ソフトカバー単行本で刊行されたWeb小説作品としては初のアニメ化となっている。
監督とシリーズ構成はそれぞれ、テレビアニメ版『狼と香辛料』の高橋丈夫と荒川稔久。魔王役の小清水亜美、勇者役の福山潤は同作に出演している他、美術監督の小濱俊裕、色彩設計の佐野ひとみ、製作のポニーキャニオン、ムービック、フライングドッグも、同作に続いての参加である。
なお、高橋丈夫がアームス作品に関わるのは、アダルトアニメ版『SeptemCharm まじかるカナン』以来、10年ぶり。また、テレビ放送分の合間には小清水亜美と福山潤が本編の再編集映像に別台詞を吹き込んだBD / DVDシリーズのCMが流れるが、これは彼らが共演していた『狼と香辛料』のテレビ放送分にも用いられた形式である。
テレビ放送開始直前の2012年12月29日には、東京の山野ホールで第1話の先行上映イベント「駄肉祭」が開催された。
総集編にあたる特別章では、ナレーションとして「語り部」を永井一郎、「語り部子弟」を速水奨がそれぞれ担当した。

### スタッフ
| 原作                 | 橙乃ままれ                                                                         |
| キャラクター原案     | 水玉螢之丞                                                                         |
| 原案イラスト         | toi8                                                                               |
| 監督                 | 高橋丈夫                                                                           |
| シリーズ構成・脚本   | 荒川稔久                                                                           |
| キャラクターデザイン | 工藤昌史、烏宏明                                                                   |
| 総作画監督           | 烏宏明、石川智美                                                                   |
| プロップデザイン     | 久我嘉輝、宮川治雄、宇佐美皓一                                                     |
| 美術監督             | 小野由起子、小濱俊裕                                                               |
| 美術設定             | 青木薫                                                                             |
| 色彩設計             | 佐野ひとみ                                                                         |
| 撮影監督             | 阿部安彦                                                                           |
| 編集                 | 平木大輔                                                                           |
| 音響監督             | 亀山俊樹                                                                           |
| 音楽                 | はまたけし                                                                         |
| 音楽制作             | フライングドッグ                                                                   |
| 音楽プロデューサー   | 井上裕香子                                                                         |
| プロデューサー       | 石黒達也、福田順、林洋平 正木大督、小松茂明、関由志子 宮嶋耕平、田島宏行、森尻和明 |
| 制作プロデューサー   | 小澤一由、畠山拓郎                                                                 |
| 制作                 | アームス                                                                           |
| 製作                 | Projectまおゆう                                                                    |

### 主題歌
オープニングテーマ「向かい風」
作詞・作曲・編曲 - 宮川弾 / 歌 - YOHKO
第12話はエンディングテーマに使用。
エンディングテーマ「Unknown Vision」（第1話 - 第10話）
作詞・歌 - 新居昭乃 / 作曲 - 新居昭乃、保刈久明 / 編曲 - 保刈久明

### 各話リスト
| 話数              | サブタイトル                                             | 絵コンテ   | 演出                       | 作画監督                                                                                            |  |
| ----------------- | -------------------------------------------------------- | ---------- | -------------------------- | --------------------------------------------------------------------------------------------------- |  |
| 第一章            | 「この我のものとなれ、勇者よ」「断る!」                  | 高橋丈夫   | さんぺい聖                 | 番由紀子                                                                                            |  |
| 第二章            | 「わたしたちをニンゲンにしてください」                   | 新留俊哉   | 川西泰二                   | 一居一平                                                                                            |  |
| 第三章            | 「いままでどこほっつき歩いていたのよ!」                  | 高橋丈夫   | 高田充                     | 飯野誠、中本尚                                                                                      |  |
| 第四章            | 「そんなことになったら勇者に噛みついてやる!」            | 小柴純弥   | 西村博昭                   | Kim Yoon Joung                                                                                      |  |
| 第五章            | 「魔王っていい匂いだな」「勇者の腕の中はほっとする」     | 高橋丈夫   | 小柴純弥                   | Chang bum Chul                                                                                      |  |
| 第六章            | 「お帰りなさい、勇者!」「ああ、爺さん…ただいまだ!」      | 大久保政雄 | 浅利藤彰                   | 塚田ひろし、一居一平 河村明夫、臼田美夫                                                             |  |
| 第七章            | 「すぐに戻れる、すぐにまた会えるさ」                     | 島津裕行   | 高村雄太                   | 中本尚、青木里枝、小市由佳 金丸綾子、岡辰也、筆坂明規                                               |  |
| 第八章            | 「剣を取って、我が主」                                   | 成田歳法   | 西村博昭                   | Kim I Sung、竹内アキラ                                                                              |  |
| 第九章            | 「わたしは“人間”だからっ」                               | 下田正美   | 小柴純弥                   | Kim Yoon Joung、Eum Ik Hyun Park Chang Hwan                                                         |  |
| 特別章 （総集編） | 「この物語は、駄肉だけではないのじゃ!」                  |            |                            | |  |
| 第十章            | 「あの人が置いた布石が、いよいよ意味を持ってくるのか」   | 今泉賢一   | 西村博昭                   | Chang Bum Chul                                                                                      |  |
| 第十一章          | 「壊したり殺したりするばっかりで、何にも作ってないから」 | 島津裕行   | 渡部穏寛                   | 橋本英樹、村司晃英、野道佳代 岡辰也、筆坂明規                                                       |  |
| 第十二章          | 「待たせたな、わたしの勇者」「寝坊しすぎだ、おれの魔王」 | 高橋丈夫   | 末田宜史 浅利藤彰 小柴純弥 | 塚田ひろし、一居一平 石井ゆみこ、臼田美夫 Kim Yoon Joung、Kim Hong Hun Park Hong Keun、Lee Hung Soo |  |

### 放送局
| 放送地域 | 放送局       | 放送期間               | 放送日時           | 放送系列            | 備考                            |
| -------- | ------------ | ---------------------- | ------------------ | ------------------- | ------------------------------- |
| 東京都   | TOKYO MX     | 2013年1月4日 - 3月29日 | 金曜 25:00 - 25:30 | 独立局              |                                 |
| 三重県   | 三重テレビ   | 2013年1月4日 - 3月29日 | 金曜 25:50 - 26:20 | 独立局              |                                 |
| 神奈川県 | tvk          | 2013年1月6日 - 3月31日 | 日曜 25:00 - 25:30 | 独立局              |                                 |
| 兵庫県   | サンテレビ   | 2013年1月7日 - 4月1日  | 月曜 24:35 - 25:05 | 独立局              |                                 |
| 京都府   | KBS京都      | 2013年1月7日 - 4月1日  | 月曜 25:00 - 25:30 | 独立局              |                                 |
| 岐阜県   | ぎふチャン   | 2013年1月8日 - 4月2日  | 火曜 25:00 - 25:30 | 独立局              |                                 |
| 日本全域 | アニマックス | 2013年1月10日 - 4月4日 | 木曜 22:00 - 22:30 | アニメ専門BS/CS放送 | 製作委員会参加 リピート放送あり |
| 日本全域 | アニマックス | 2013年1月12日 - 4月6日 | 土曜 22:00 - 22:30 | アニメ専門BS/CS放送 | 無料放送枠                      |

| 放送地域 | 放送局             | 放送期間               | 放送日時           | 放送系列   | 備考           |
| -------- | ------------------ | ---------------------- | ------------------ | ---------- | -------------- |
| 日本全域 | dアニメストア      | 2013年1月11日 - 4月5日 | 金曜 12:00 更新    | ネット配信 | 製作委員会参加 |
| 日本全域 | ShowTime           | 2013年1月11日 - 4月5日 | 金曜 16:00 更新    | ネット配信 |                |
| 日本全域 | ニコニコ生放送     | 2013年1月11日 - 4月5日 | 金曜 23:00 - 23:30 | ネット配信 |                |
| 日本全域 | ニコニコチャンネル | 2013年1月11日 - 4月5日 | 金曜 23:30 更新    | ネット配信 |                |

### BD / DVD
| 巻  | 発売日        | 収録話          | 規格品番   | 規格品番   |
| 巻  | 発売日        | 収録話          | BD         | DVD        |
| --- | ------------- | --------------- | ---------- | ---------- |
| 1   | 2013年3月20日 | 第1話 - 第2話   | PCXG-50211 | PCBG-51581 |
| 2   | 2013年4月17日 | 第3話 - 第4話   | PCXG-50212 | PCBG-51582 |
| 3   | 2013年5月15日 | 第5話 - 第6話   | PCXG-50213 | PCBG-51583 |
| 4   | 2013年6月19日 | 第7話 - 第8話   | PCXG-50214 | PCBG-51584 |
| 5   | 2013年7月17日 | 第9話 - 第10話  | PCXG-50215 | PCBG-51585 |
| 6   | 2013年8月21日 | 第11話 - 第12話 | PCXG-50216 | PCBG-51586 |
| BOX | 2015年3月18日 | 全12話          | PCXP-60039 |            |

### オリジナルサウンドトラック
2013年3月20日に2枚同時発売。それぞれにピアノ曲（1曲）のミニ譜面付き。ジャケットイラストはtoi8による描き下ろし。
- まおゆう魔王勇者 O.S.T. まお盤
- まおゆう魔王勇者 O.S.T. ゆう盤

### ソーシャルゲーム
2012年12月25日にポニーキャニオンよりGREEにてサービス提供開始。アニメ放送に連動したイベントなども行われた。

### 書籍
- 『まおゆう魔王勇者 完全設定資料集』2013年3月29日発売[72]、ISBN 978-4-04-728692-4

## 関連イベント
- 2012年2月19日 - 朗読劇『まおゆう魔王勇者 エピソード0 はじまりに至る物語』が渋谷公会堂にて昼夜2部制で開催[73][74]。
- 2012年12月29日 - テレビアニメ放送直前イベント『駄肉祭』が山野ホールにて開催[75][76]。
- 2013年8月18日 - 朗読劇『まおゆう魔王勇者 人間宣言 〜名もなき少女が 魂の解放を叫ぶ〜』がオリンパスホール八王子にて昼夜2部制で開催[77][78]。3月20日発売の1巻と4月18日発売の2巻Blu-ray&DVD初回版に優先購入応募券（第1巻に「昼の部」、第2巻に「夜の部」）を封入。この模様は2014年1月15日に単品ソフトとしてBD/DVD化された。BD-BOXにもダイジェスト版が収録予定。